# Hans Frank
Hans Michael Frank (23 de maio de 1900 - 16 de outubro de 1946), que ficou conhecido como "O Carniceiro da Polônia",  foi um advogado e político alemão, filiado ao Partido Nazista, que serviu diretamente ao ditador Adolf Hitler. 
Frank foi um dos primeiros membros do Partido Alemão dos Trabalhadores, o precursor do Partido Nazi (NSDAP). Ele participou do fracassado  Putsch de Munique, e mais tarde se tornou o conselheiro jurídico pessoal de Adolf Hitler, bem como o advogado do NSDAP. Em Junho de 1933, Frank juntou-se ao Gabinete de Hitler como Ministro do Reich sem pasta.
Após a Invasão da Polônia, em 1939, Frank foi nomeado comandante do Governo Geral, o órgão nazi que administrava uma das partes do território polonês. Durante o período da Segunda Guerra Mundial (1939–45) em que ficou à frente do Governo Geral,  instituiu um reinado de terror contra a população civil e envolveu-se directamente no assassinato em massa de judeus, tendo-se dedicado à utilização de trabalhos forçados e supervisionado quatro dos campos de extermínio.
Frank permaneceu à frente do Governo Geral até ao seu colapso no início de 1945. Preso após a guerra, foi julgado em Nurembergue e consequentemente executado na forca por crimes de guerra e contra a humanidade.

## Carreira

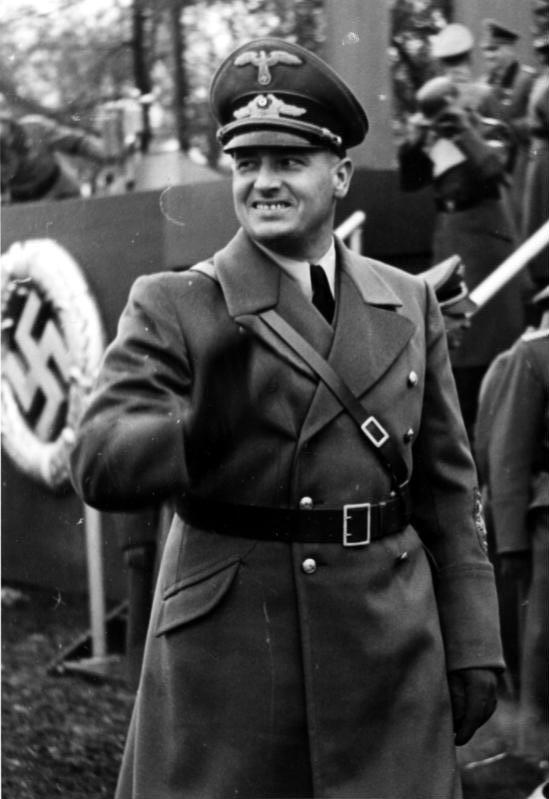
Frank na Polônia, em 1939.

Em 1930 foi eleito deputado pelo NSDAP, e ocupou o cargo de Governador-Geral da Polônia ocupada durante a Segunda Guerra Mundial, quando organizou e comandou a escravização, os trabalhos forçados e a morte de milhões de judeus e poloneses, no que ficou historicamente conhecido como Holocausto.
Amparou judicialmente os assassinatos de Dacha e da "Noite das Facas Longas". Em 1934, foi nomeado ministro sem pasta do Terceiro Reich. Em setembro de 1939, o General Gerd von Rundstedt nomeou-o chefe da administração na Polônia, e posteriormente Hitler o transformou em Governador geral (Generalgouverneur).
Com o grau de Obergruppenführer-SS, organizou a reclusão de judeus nos guetos e os trabalhos forçados da população. Em 1942 pronunciou uma série de discursos que desagradaram Hitler e participou da luta de Friedrich Wilhelm Krüger pela secretaria de segurança, que finalmente foi obtida por Wilhelm Koppe.

## Julgamento
Fugiu em 1945, pouco antes da chegada do Exército Vermelho, e foi capturado pelos norte-americanos no interior da Alemanha, em Berchtesgaden, no dia 4 de maio de 1945. Tentou infrutiferamente o suicídio duas vezes seguidas.
Tentou reduzir seu compromisso apresentando 14 petições de demissão que não foram aceitas por Hitler, juntamente com 40 volumes de seus diários pessoais.
Julgado pelo Tribunal de Nuremberg após a guerra, foi condenado à morte por crimes contra a humanidade e enforcado em 16 de outubro de 1946. Seus últimos momentos no patíbulo, foram assim descritos por uma testemunha ocular, o jornalista da CBS Howard K. Smith: "Hans Frank foi o próximo na parada da morte. Ele foi o único dos condenados a entrar na câmara com um sorriso em seu semblante. Apesar de nervoso e de engolir em seco seguidamente, esse homem, que havia se convertido à fé católica romana após sua prisão, parecia aliviado com a perspectiva de expiar sua culpa por seus atos demoníacos. Ele respondeu calmamente à chamada de seu nome e quando perguntado se tinha alguma última declaração a fazer, disse numa voz que era quase um suspiro: "Sou grato pelo tratamento gentil durante meu cativeiro e peço a Deus que me aceite com misericórdia".